# Las Oscuras
Las Oscuras es una localidad argentina ubicada en el Departamento San Alberto de la Provincia de Córdoba. Se encuentra sobre la Ruta Provincial 51, 40 km al norte de Villa Dolores.
La zona se está viendo afectada por la tala de monte nativo. Sus habitantes viven mayoritariamente de la agricultura. Sus campesinos se encuentran asociados en la Unión de Campesinos de Traslasierra, junto a los de otros parajes cercanos como Las Cortaderas.

## Población
Cuenta con 7 habitantes (Indec, 2010), lo que representa un descenso del 30% frente a los 10 habitantes (Indec, 2001) del censo anterior.